# 1976年夏季残疾人奥林匹克运动会意大利代表团
1976年夏季残疾人奥林匹克运动会意大利代表团是意大利派出的1976年夏季残疾人奥林匹克运动会代表团。获得2枚金牌、5枚银牌和11枚铜牌。